# Elm Park metróállomás
Az Elm Park a londoni metró egyik állomása a 6-os zónában, a District line érinti.

## Története
Az állomást 1935-ben adták át a London, Midland and Scottish Railway üzemeltetésében, de a District Railway vonataival.

## Forgalom
| Járat | Útvonal | Gyakoriság     |
| ----- | --- | -------------- |
|       | Upminster – Upminster Bridge – Hornchurch – Elm Park – Dagenham East – Dagenham Heathway – Becontree – Upney – Barking – East Ham – Upton Park – Plaistow – West Ham – Bromley-by-Bow – Bow Road – Mile End – Stepney Green – Whitechapel – Aldgate East – Tower Hill – Monument – Cannon Street – Mansion House – Blackfriars – Temple – Embankment – Westminster – St. James’s Park – Victoria – Sloane Square – South Kensington – Gloucester Road – Earl’s Court (– tovább Wimbledon, Richmond, Kensington (Olympia) és Ealing Broadway felé) | 4-5 percenként |

## Átszállási kapcsolatok
| Állomás  | Átszállási kapcsolatok  |
| -------- | ----------------------- |
| Elm Park | Helyi buszok (Elm Park) |

## Fordítás
- Ez a szócikk részben vagy egészben  az   Elm Park tube station című angol Wikipédia-szócikk fordításán alapul.  Az eredeti cikk szerkesztőit annak laptörténete sorolja fel. Ez a jelzés csupán a megfogalmazás eredetét és a szerzői jogokat jelzi, nem szolgál a cikkben szereplő információk forrásmegjelöléseként.